# Gardiner, Maine
Gardiner är en ort i Kennebec County i den amerikanska delstaten Maine. 
Gardiner grundades år 1803 och fick 1849 status som city. Före 1803 hade det varit en del av Pittston. År 1834 anslöts en del av Hallowell till Gardiner.

## Kända personer från Gardiner
- Burton M. Cross, politiker
- John W. Heselton, politiker
- Horace A. Hildreth, politiker